# 本田ひまり
本田 ひまり（ほんだ ひまり、2003年7月19日 - ）は、日本の女性アイドルグループ・ハープスターの元メンバーである。熊本県出身。株式会社CLUSTAR.所属。

## 略歴
- 2019年、『平成ラストアイドルオーディション』に応募し、同年3月31日、7人組アイドルグループ「ハープスター」を結成。
- 2019年、1st写真集「ひまりぼっこ～陽だまりのファン晴ーれ」を発売。
- 2022年3月22日、ハープスターを卒業[2]。

## 人物
- 趣味はアイドル鑑賞、人狼ゲーム。
- 特技はバイオリン。

## 作品

### 写真集
- ひまりぼっこ～陽だまりのファン晴ーれ（2019年）